# Nguyễn Văn Châu
Nguyễn Văn Châu (nascido em 24 de agosto de 1940) é um ex-ciclista olímpico vietnamita. Representou sua nação na prova de velocidade nos Jogos Olímpicos de Verão de 1964.